# 青木美津子
青木 美津子（あおき みつこ、1968年7月13日 - ）は、日本の女優、タレント、キャンペーンガール。現在はフォトグラファーとして活動している。

## 略歴
山口県下関市出身。1980年代後半から1990年代前半にかけてモデルとして活動。1989年にオートバイ全日本ロードレース選手権に参戦するカップヌードル・レーシング・ホンダ（ライダー：青木宣篤）のレースクイーンに選ばれ、岡本夏生とのペアでサーキットのスターティンググリッドなどで華を添えた。1993年度にはフジテレビビジュアルクイーンとなった。自らを、モデルのアイドルこと「モデドル」と名乗った。

## 写真集
- あなたに会いたい（1992年6月1日、コンパスマガジンエクスプレス、撮影：山岸伸）ISBN 978-4906407002
- ENDLESS LOVE 愛・ときめき永遠に（1993年5月25日、テイ・アイ・エス、撮影：山岸伸）ISBN 4886180787

## キャンペーンガール等
- キリン「メッツ」（1986年）
- 資生堂TECH（1988年）
- サッポロビール（1989年）
- PENTAX（1990年）
- ESSO（1992年）
- アサヒビール（1993年）
- フジテレビビジュアルクイーン（1993年）

## ビデオ・DVD
- 大冒険 IN ハワイ（1989年、笠倉出版）
- ザ・ハイレグレースクイーンカタログ（1991年、ポニーキャニオン）
- VIDEO IDOL スコラ（スコラ）
- VIDEO スコラ nu（スコラ）
- ANOTHER SELF(VISUAL QUEEN OF THE YEAR'93）（1993年、ポニーキャニオン）
- アイドル黄金伝説（2003年、ブロードウェイ）スコラ分のDVDとしての再発。

## テレビ
- さかなでバーのクリスマス（1989年12月24日、フジテレビ）
- ラブストーリーは突然に「素敵なボーイ・ミーツ・ガール」（1991年3月25日、フジテレビ）
- 水着でKISS ME（1992年9月26日、テレビ東京）
- 弁護士・高林鮎子「飛騨高山の女」（1994年11月15日、日本テレビ）